# 大赤門
大赤門（英語：North Channel）是香港海峽之一，位於船灣淡水湖東南岸及西貢西北岸之間。海峽東北端連接大鵬灣，西南端則連接赤門。海峽東北端有兩個島嶼──赤洲和塔門。該海峽跟赤門是南中國海與吐露港以間唯一的連接水道。
赤門在香港地理上有獨特之處，因其北岸的岩石屬沉積岩，但其南岸的岩石卻屬火成岩。